# Ereño
Ereño város Spanyolországban,  Bizkaia tartományban. Ereño Ibarrangelu, Gautegiz Arteaga, Kortezubi, Nabarniz, Ispaster és Ea községekkel határos. Lakosainak száma 272 fő (2024).

## Népesség
A település népessége az utóbbi években az alábbiak szerint változott:
| Lakosok száma | 253  | 256  | 260  | 258  | 260  | 244  | 248  | 245  | 267  | 272  |
|               | 2001 | 2004 | 2007 | 2009 | 2012 | 2014 | 2017 | 2019 | 2022 | 2024 |